# 李科夫
李科夫（英語：Nicholas Kefu Li，1983年10月8日—），祖籍河北保定，出生于湖南，成长于深圳，中国大陆新闻主播，曾供职于央视英语新闻频道，现为凤凰卫视新闻主播。

## 生平
李科夫出生于湖南，在深圳长大。求学时最好的科目是英语和地理，最差的是数学。他曾在中央电视台的选拔活动进入复赛，2006年毕业于北京广播学院（现中国传媒大学）英语国际新闻专业，2007年赴美留学，获美国纽约新学院媒介传播研究硕士学位，在美期间，曾在《纽约客》杂志艺术设计部任实习编辑一年；北京奥运会期间任美国全国广播公司（NBC）北京奥运报导团队的协调员。
2010年回中国后到中央电视台英语新闻频道工作，担任任新闻编辑，记者和主持。2013年1月移居香港，加入凤凰卫视任新闻主播。

## 主持节目
- 《凤凰正点播报》
- 《凤凰焦点关注》
- 《凤凰全球连线》
- 《凤凰洲际快车》
- 《時事直通車》